# Line Mode Browser
Line Mode Browser（也稱為LMB、WWWLib或者www）是世界上第二個網頁瀏覽器。該瀏覽器是第一個被驗證可以移植到不同的作業系統。透過簡單的命令列介面操作，廣泛用於網際網路上的許多電腦和電腦終端。瀏覽器於1990年開始開發，然後得到全球資訊網協會（W3C）支援，作為Libwww函式庫的範例和測試平台。